# Brock Adams
Brockman "Brock" Adams, född 13 januari 1927 i Atlanta, död 10 september 2004 i Stevensville i Maryland, var en amerikansk demokratisk politiker. Han representerade delstaten Washington i båda kamrarna av USA:s kongress, först i representanthuset 1965-1977 och sedan i senaten 1987-1993. Han var USA:s transportminister 1977-1979.
Adams tjänstgjorde 1944-1946 i USA:s flotta. Han avlade 1949 grundexamen vid University of Washington och 1952 juristexamen vid Harvard Law School. Han inledde sedan sin karriär som advokat i Seattle.
Adams valdes sju gånger till representanthuset. Han avgick 22 januari 1977 som kongressledamot alldeles i början av sin sjunde mandatperiod för att tillträda som USA:s transportminister. Han efterträddes 1979 som minister av Neil Goldschmidt.
Efter sin tid som minister arbetade Adams som advokat i Washington D.C. Han var lobbyist för CSX Corporation.
Adams utmanade sittande senatorn Slade Gorton i senatsvalet 1986 och vann. Åtta kvinnor anklagade honom 1992 i Seattle Times för sexuella trakasserier, en av dem talade till och med om våldtäkt i tidningsartikeln. Adams sade att han inte var skyldig till anklagelserna men bestämde sig för att inte kandidera till omval i senaten.